# Proclossiana sublatefasciata
Proclossiana sublatefasciata är en fjärilsart som beskrevs av Deslandes 1930. Proclossiana sublatefasciata ingår i släktet Proclossiana och familjen praktfjärilar. Inga underarter finns listade i Catalogue of Life.